# Paradise Lost (album de Paradise Lost)
Pour les articles homonymes, voir Paradise Lost.
Albums de Paradise Lost
Symbol of Life
(2002) In Requiem
(2007)
Singles
1. Forever After
Sortie : 7 février 2005

Paradise Lost est le dixième album studio du groupe anglais Paradise Lost. Il est sorti en mars 2005 sur le label BMG / Gun Records et a été produit par Rhys Fulber.

## Historique
Avec cet album, enregistré  aux Chapel Studios dans le Lincolnshire en Angleterre et au Hollypark Lane studio de Los Angeles aux États-Unis, le groupe continue son retour aux sources. Si les samples et les claviers sont encore présents, les guitares retrouvent leur place au cœur de la musique du groupe. Cependant, les influences industrielles présentes sur Symbol of Life ont disparu.
Cet album se classa à la 18e place des charts allemands où le single Forever After fit aussi une brève apparition (3 semaines pour une 77e place). En France, il atteindra la 63e place des meilleures ventes d'albums.

## Liste des titres
- Tous les titres sont signés par Nick Holmes pour les paroles et Greg Mackintosh pour la musique.

1. Don't Belong - 4:18
2. Close Your Eyes - 4:20
3. Grey - 3:28
4. Redshift - 3:28
5. Forever After - 3:48
6. Sun Fading - 3:26
7. Laws Of Cause - 4:10
8. All You Leave Behind - 3:00
9. Accept The Pain - 3:22
10. Shine - 4:06
11. Spirit - 4:20
12. Over The Madness - 5:18

Titres bonus sur les labels Century Media, Dark Element et Icarius Music
1. Let Me Drown - 3:10
2. A Side You'll Never Know - 4:09

## Musiciens du groupe
- Nick Holmes : chant.
- Greg Mackintosh : guitare solo, claviers.
- Aaron Aedy : guitare rythmique et acoustique.
- Steve Edmondson : basse.

## Musiciens additionnels
- Jeff Singer : batterie, percussions.
- Rhys Fulber : claviers et production.
- Chris Elliot : claviers.
- Heather Thompson : chœurs sur  Forever After et Over Madness
- Leah Randi : chœurs sur Forever After

## Charts
Album
| Pays         | Durée du classement | Meilleur classement |
| ------------ | ------------------- | ------------------- |
| Allemagne    | 4 semaines          | 18e                 |
| Autriche     | 2 semaines          | 34e                 |
| Belgique (V) | 2 semaines          | 92e                 |
| Finlande     | 1 semaine           | 36e                 |
| France       | 4 semaines          | 63e                 |
| Suède        | 3 semaines          | 21e                 |
| Suisse       | 2 semaines          | 59e                 |

Single
| Année | Single          | Chart          | Durée du classement | Position |
| ----- | --------------- | -------------- | ------------------- | -------- |
| 2005  | "Forever After" | Single Top 100 | 3 semaines          | 77e      |

## références
1. ↑  hitparade.ch/song/paradise lost/forever after
2. ↑  (de) offiziellecharts.de/suche/paradise lost/albums
3. 1 2 3 4 5 6  (de) hitparade.ch/paradise lost/album/paradise lost
4. ↑  (de) offiziellecharts.de/suche/paradise lost/singles